# Han Lay

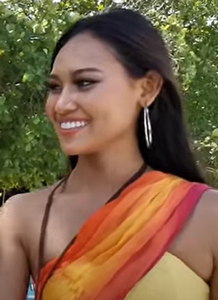
Han Lay

Thaw Nandar Aung (Myawaddy, 1999), més coneguda com a Han Lay, és una model i activista pro-democràcia birmana. Han va ser coronada Miss Grand Myanmar 2020 i va representar Myanmar a Miss Grand International 2020, on acabà al Top 20.
Arran del seu activisme Han es va haver de refugiar a Tailàndia el 2021, i el 2022 se li va negar la reentrada a Tailàndia després de visitar Vietnam. Segons els informes, va passar una nit en una sala de detenció. Treballa actualment amb l'Alt Comissionat de les Nacions Unides per als Refugiats i ha demanat asil polític al Canadà.